# Jacques Johan Mogendorff
Jacques Johan Mogendorff (* 12. Dezember 1898 in Groenlo, Niederlande; † 1. August 1961 in Wassenaar, Niederlande) war ein niederländischer Händler. Er gilt als Erfinder des millionenfach verkauften Brettspiels Stratego.

## Leben
Mogendorff heiratete am 14. September 1922 Sientjen Vromen und hatte zwei Söhne. Mogendorff lebte sein gesamtes Leben in verschiedenen Städten der Niederlande; lediglich als er als Handelsvertreter für Kaufmann – eine international handelnde Firma für Tierhäute und Felle – arbeitete, lebte er im Ausland.
Stratego erfand Mogendorff in der Zeit des Zweiten Weltkrieges am Küchentisch zur Unterhaltung seiner beiden Söhne. Hierbei handelt es sich um ein ähnliches Spiel wie das 1909 patentierte Spiel Jeu de bataille avec pièces mobiles sur damier, welches 1910 als L’Attaque in Frankreich und später in Großbritannien erschien. Weitere Spiele mit ähnlichem Spielprinzip sind Auf zum Sturm von Hausser (Deutschland) und Flint’s Fist von Thomas de la Rue (England), die im beziehungsweise nach dem Ersten Weltkrieg hergestellt wurden.
Am 20. April 1942 wurde die Handels-Marke Stratego auf die niederländische Firma Van Perlstein & Roeper Bosch registriert. Da Mogendorff Jude war, konnte er aufgrund der deutschen Besatzung die Marke nicht auf seinen Namen eintragen lassen. Es ist historisch unklar, ob Stratego noch zu Kriegszeiten produziert wurde. Nachgewiesen ist die Herstellung ab 1946.
1943 wurde die Familie Mogendorff in das Durchgangslager Westerbork in den Niederlanden und im Juni 1944 in das deutsche KZ Bergen-Belsen deportiert. Am 13. April 1945 wurde die Familie in Bergen-Belsen befreit. Von den durch Misshandlungen entstandenen schweren Krankheiten erholten sich die Mitglieder der Familie Mogendorff wieder.
Nach dem Krieg lizenzierte Mogendorff Stratego zwischen 1946 und 1951 an den niederländischen Verlag Smeets & Schippers, welche das Spiel ab 1946 produzierten. 1958 wurden die auf Van Perlstein & Roeper Bosch eingetragenen Rechte an Stratego an Mogendorff übertragen. Daraufhin vergab Mogendorff am 10. Juni 1958 eine europaweite Lizenz an den niederländischen Spieleverlag Hausemann & Hötte (Jumbo Spiele). Das Spiel war sehr erfolgreich: Im ersten Jahr wurden europaweit 15.000 Spiele verkauft und 1959 die Lizenz in eine weltweite Lizenz erweitert. Hausemann & Hötte vergab dann 1961 eine Unterlizenz an Milton Bradley.
Am 1. August 1961 starb Mogendorff 62-jährig an Spätfolgen der erlittenen Misshandlungen.

## Kritik
Es ist unklar, ob Mogendorff das Spiel wirklich erfunden hat, oder ob er 1958 lediglich erreichte, dass die 1942 erteilte Marke Stratego auf ihn übertragen wurde.